# Austrelatus dekai
Austrelatus dekai (лат.) — вид жуков-плавунцов рода Austrelatus из подсемейства Copelatinae (Dytiscidae). Новая Гвинея. Вид назван в честь поселения Декаи (Dekai Village) в индонезийской провинции Папуа, где обнаружена типовая серия.

## Распространение
Встречается на острове Новая Гвинея: в Индонезии (провинция Папуа: Mimika, Pegunungan Bintang, Yahukimo) и Папуа (провинция Саутерн-Хайлендс).

## Описание
Мелкие жуки-плавунцы, длина около 7 мм. Представителей можно отличить от близких видов по следующей комбинации признаков: надкрылья с (10-11)+(0-1) бороздками (субмаргинальная бороздка присутствует или отсутствует); левая часть дорсального склерита срединной доли эдеагуса с апикальной 1/2 более узкой и вершиной прямой, без отчетливого гребня, иногда со слабым гребнем за счет небольшой, очень мелкой вершинной вогнутости, более или менее равномерно округлена. Надкрылья с желтовато-красной базальной полосой или без нее. Жуки с желтовато-красной до красноватой головой, боками пронотума и обычно базальной полосой надкрылий. Пронотум темно-коричневый на диске и постепенно бледнеет (до желтовато-красного) по бокам.